# Silka (folyó)
A Silka (oroszul: Шилка, tunguz nyelven eredetileg: Szilkarki) folyó Kelet-Szibéria déli részén, Oroszország Bajkálontúli határterületén. Az Arguny és a Silka találkozásával keletkezik az Amur.

## Földrajz
Hossza: 560 km, vízgyűjtő területe: 206 000 km².
A Silka két jelentős folyó, az Onon és az Ingoda egyesülésével keletkezik. Hegyekkel övezett mély völgyben, északkeleti irányban folyik, felső szakaszán csupasz, lejjebb vegyes erdővel, majd tajgával borított hegyoldalak között. Északi partján a Silkai- és az Amazari-hegység húzódik, délen a Borscsovocsnij-hegység képez vízválasztót a folyó és az Arguny vízrendszere között. A folyó partja és medre a középső szakasztól kezdve sziklás, az erős sodrás útjában álló sziklákat gyakran veszélyes örvények követik.
Főként esővizek táplálják, vízállása nyáron, július-augusztusban a legmagasabb, gyakoriak árvizei. November elejétől április végéig befagy, a jég vastagsága néha a másfél métert is eléri. Nyári időszakban a folyó Szretyenszk városkáig hajózható. A torkolattól 150 km-re mért éves átlagos vízhozama 521 m³/s.

### Mellékfolyók
Jelentősebb mellékfolyóit balról veszi fel, közülük leghosszabb a Nyercsa. 
További mellékfolyói a Kuenga és a Csornaja (Fekete-folyó).

## Városok
- Silka, 14 500 fő (2005)
- Nyercsinszk, 14 700 fő (2005)
- Szretyenszk, 7 900 fő (2005)